# Minus the Bear
I Minus the Bear sono un gruppo musicale indie rock statunitense attivo dal 2001.

## Storia del gruppo
Il gruppo è originario di Seattle e comprende musicisti che fanno parte di altre band, ossia David Knudson (Botch), Erin Tate (Kill Sadie) e Jake Snider (Sharks Keep Moving). Il debutto del gruppo è rappresentato dall'EP This Is What I Know About Being Gigantic (Suicide Squeeze Records). Nel 2006 il tastierista e produttore del gruppo Matt Bayles, ha lasciato la band per concentrarsi su altri progetti. È stato quindi sostituito con Alex Rose. Nel febbraio 2007 il gruppo ha pubblicato il suo primo album di remix.
Il 17 luglio 2018, il gruppo ha annunciato lo scioglimento, accompagnato da un tour d'addio.

## Formazione
- Jake Snider - chitarra, voce
- Dave Knudson - chitarra
- Cory Murchy - basso
- Erin Tate - batteria
- Alex Rose - tastiere, cori (dal 2006)

Ex membri
- Matt Bayles - tastiere (2001-2006)

## Discografia
Album studio
- 2002 - Highly Refined Pirates
- 2005 - Menos el Oso
- 2007 - Planet of Ice
- 2010 - Omni
- 2012 - Infinity Overhead

Altri album
- 2001 - This Is What I Know Being Gigantic (EP)
- 2002 - Bands Like It When You Yell "Yar!" at Them (EP)
- 2004 - They Make Beer Commercials Like This (EP)
- 2007 - Interpretaciones del Oso (remix)
- 2008 - Acoustics
- 2013 - Acoustics II
- 2014 - Lost Lovers (raccolta)